# Чисельна лінійна алгебра
Чисельна лінійна алгебра — розділ математики, що вивчає як матричні операції можна використовувати для створення комп'ютерних алгоритмів, які ефективно і надійно дають наближені відповіді на запитання неперервної математики. Це частина чисельних методів та лінійної алгебри.
Комп'ютери використовують арифметику з плаваючою комою деякої точності і не можуть точно представити ірраціональні числа, тому, коли комп'ютерний алгоритм застосовується до матричних даних, він може збільшити похибку між числом, що зберігається в комп'ютері, та точним результатом, який воно наближає. Числова лінійна алгебра використовує властивості векторів і матриць для розробки комп'ютерних алгоритмів, які мінімізують помилку, внесену комп'ютером, а також займається забезпеченням максимальної ефективності алгоритму.
Чисельна лінійна алгебра є фундаментальною частиною інженерних та обчислювальних наукових проблем, таких як обробка зображень і сигналів, телекомунікації, фінансова математика та добування даних.
Матричні методи особливо використовуються в методах скінченних різниць, методах скінченних елементів і моделюванні диференціальних рівнянь.

## Алгоритми
- Метод Гаусса
- Методи розв'язання СЛАР
- Метод найменших квадратів

...

## Програмне забезпечення
- Basic Linear Algebra Subprograms (BLAS)
- LAPACK

...